# Kunówka
Kunówka – wieś w Polsce położona w województwie lubelskim, w powiecie tomaszowskim, w gminie Tarnawatka}.
W latach 1975–1998 miejscowość administracyjnie należała do województwa zamojskiego.
Wieś jest sołectwem w gminie Tarnawatka. W roku 2013 wieś liczyła 77 mieszkańców.